# Abbayes mosanes
Les abbayes mosanes correspondent aux établissements monastiques établis dans l'ancien diocèse de Liège, au Moyen Âge, et qui ont contribué au développement de l'art mosan. 

## Histoire
La région mosane a été formée par les limites du diocèse de Liège, qui avait de solides liens politiques avec les empereurs du Saint-Empire romain germanique et les évêques de Cologne. Les principaux centres artistiques mosans ont été les villes de Liège, Huy, Dinant, Namur, Tongres, Maastricht, Roermond et Aix-la Chapelle, ainsi qu'un certain nombre de monastères importants. 
Les Xe et  XIIIe siècle constituent l'âge d'or de ces abbayes qui rayonnent à travers toute l'Europe et au-delà. Un inventaire de la bibliothèque de Lobbes, fait à cette époque, recense le chiffre considérable de 347 livres. L’atelier des copistes de Lobbes transcrit sans relâche les œuvres des écrivains sacrés et profanes. La bibliothèque comprend la plupart des saints pères (Chrysostome, Augustin, Jérôme, etc.), les historiens sacrés, les principaux orateurs, poètes et philosophes de l'antiquité. Un manuscrit a pu être conservé, chef-d’œuvre de la miniature mosane : la Bible de Lobbes, maintenant conservée à Tournai et datée de 1084. Fait rare : on en connaît même le miniaturiste et calligraphe, le moine Goderan. Vers l'an mil, l'école de Lobbes est à son apogée et essaime : pendant plus d'un siècle, de l'Angleterre à la Pologne, des moines étrangers viennent s'y instruire. La formation y est excellente et ses écolâtres sont recherchés. L'abbaye de Floreffe fonde des établissements en Allemagne : Wenau (1122), Rommersdorf (1135), et même en Terre sainte, Saint-Habacuc, fondée vers 1137 à Lod (maintenant Tel Aviv), qui fut supprimée à la fin du XIIIe siècle lorsque la domination des Croisés prit fin. C'est l'époque de Sigebert de Gembloux, moine bénédictin, hagiographe, polémiste et chroniqueur gibelin. Plusieurs abbés de Villers-la Ville occupent de hautes fonctions au sein de l'ordre de Cîteaux. 

## Enluminure

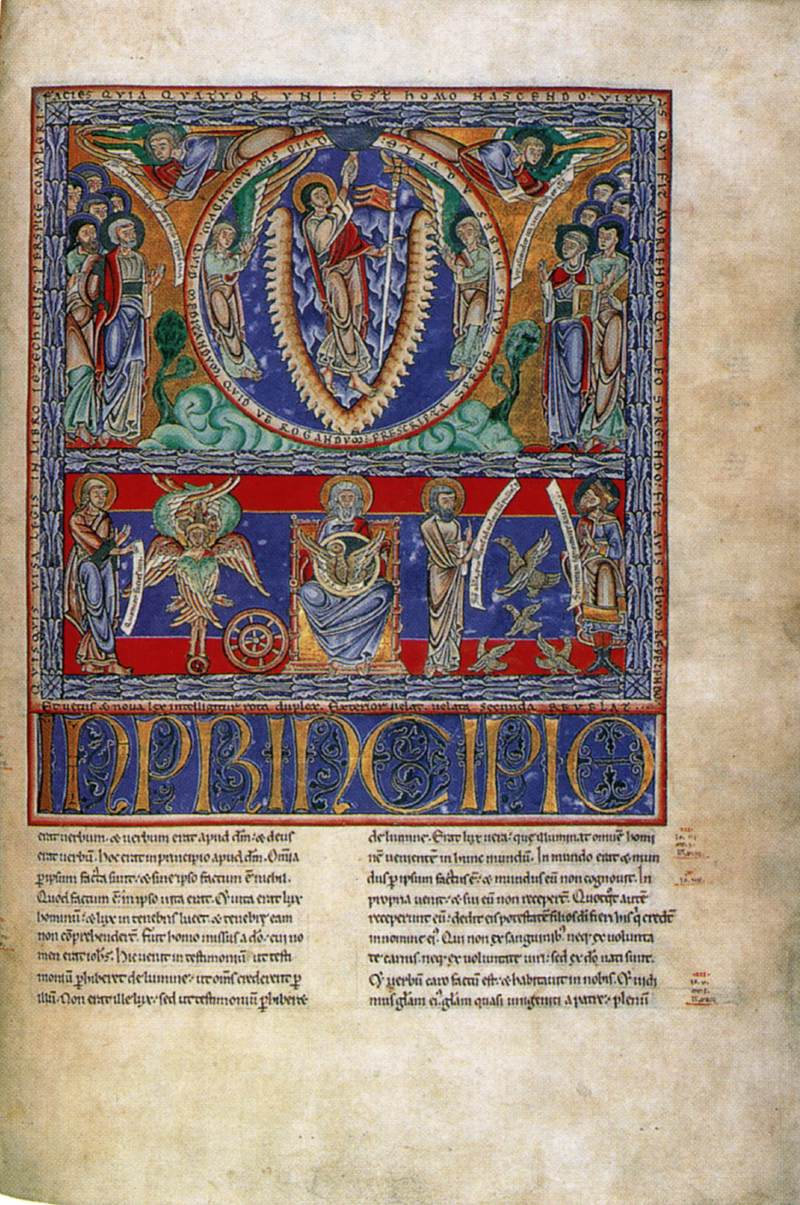
Bible de Floreffe, début de l'évangile de Jean

La technique de l'enluminure était à son zénith dans la seconde moitié du XIIe siècle. Les principaux centres artistiques étaient l'abbaye Saint-Laurent de Liège et les abbayes de Stavelot et de Lobbes. 
- Bible de Stavelot (XIe siècle). British Library, Londres
- Bible de Floreffe (XIIe siècle). British Library, Londres
- Bible de Lobbes (XIe siècle). Musée du Séminaire de Tournai
- Évangéliaire d'Averbode (XIIe siècle). Bibliothèque universitaire, Liège
- Manuscrits de l'abbaye de Saint-Trond

## Liste des abbayes

### Belgique

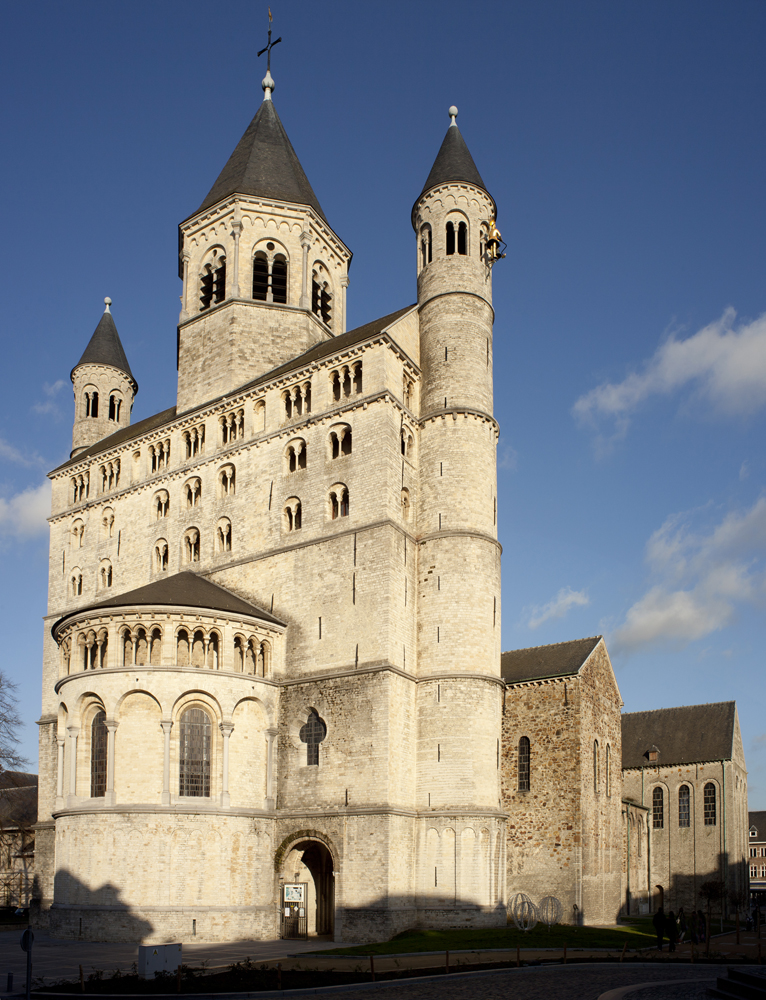
Ancienne abbatiale du monastère Sainte-Gertrude
de Nivelles

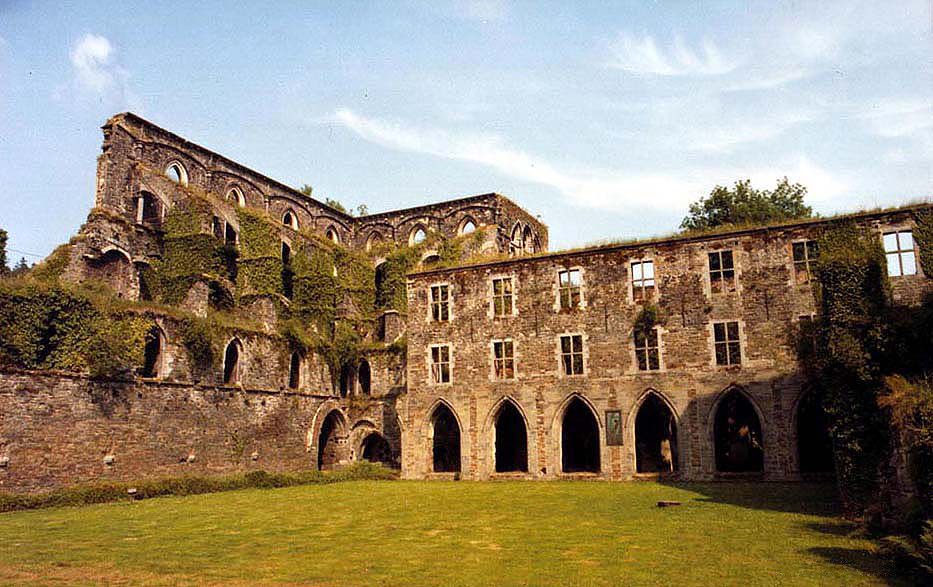
Abbaye de Villers-la-Ville, ruines du transept sud de l'abbatiale et de son cloître du XIIIe siècle

#### Liège
- Abbaye de Flône
- Abbaye Saint-Laurent de Liège
- Abbaye de Stavelot

#### Brabant wallon
- Abbaye de Villers-la-Ville
- Abbaye de Nivelles

#### Namur
- Abbaye de Celles
- Abbaye de Gembloux
- Abbaye de Floreffe,
- Abbaye de Florennes

#### Hainaut
- Abbaye d'Aulne
- Abbaye de Lobbes

#### Brabant flamand
- Abbaye d'Averbode

#### Limbourg
- Abbaye de Saint-Trond
- Abbaye d'Aldeneik
- Abbaye de Herkenrode
- Abbaye de Munsterbilzen

### Pays-Bas

#### Limbourg
- Abbaye de Susteren
- Abbaye de Sint Odiliënberg
- Abbaye de Rolduc

### Allemagne
- Abbaye de Borcette (Burtscheid)
- Abbaye de Kornelimünster